# Безім'янська сільська рада
Безім'я́нська сільська́ ра́да — колишня адміністративно-територіальна одиниця та орган місцевого самоврядування в Татарбунарському районі Одеської області. Адміністративний центр — село Безім'янка.

## Загальні відомості
- Територія ради: 36,81 км²
- Населення ради: 589 осіб (станом на 2001 рік)
- Водоймища на території, підпорядкованій даній раді: озера Хаджидер

## Населені пункти
Сільській раді підпорядковані населені пункти:
- с. Безім'янка
- с. Веселе
- с. Садове

## Населення
Згідно з переписом УРСР 1989 року чисельність наявного населення сільської ради становила 708 осіб, з яких 320 чоловіків та 388 жінок.
За переписом населення України 2001 року в сільській раді мешкало 587 осіб.

### Мова
Розподіл населення за рідною мовою за даними перепису 2001 року:
| Мова       | Відсоток |
| ---------- | -------- |
| українська | 88,96 %  |
| російська  | 7,30 %   |
| молдовська | 2,89 %   |
| болгарська | 0,68 %   |
| гагаузька  | 0,17 %   |

## Склад ради
Рада складається з 12 депутатів та голови.
- Голова ради: Загранична Неля Миколаївна
- Секретар ради: Семещенко Ганна Василівна

### Керівний склад попередніх скликань
| Прізвище, ім'я, по батькові | Основні відомості                                                         | Дата обрання | Дата звільнення |
| --------------------------- | ------------------------------------------------------------------------- | ------------ | --------------- |
| Загранична Неля Миколаївна  | Сільський голова, 1968 року народження, освіта вища, член Партії регіонів | 26.03.2006   | 31.10.2010      |
| Загранична Неля Миколаївна  | Сільський голова, 1968 року народження, освіта вища, член Партії регіонів | 31.10.2010   |                 |

Примітка: таблиця складена за даними сайту Верховної Ради України

### Депутати
За результатами місцевих виборів 2010 року депутатами ради стали:

#### За суб'єктами висування
| Суб'єкт висування                                       | Кількість обраних депутатів | %    |
| ------------------------------------------------------- | --------------------------- | ---- |
| Партія регіонів                                         | 8                           | 66,7 |
| Народна партія                                          | 2                           | 16,7 |
| Політична партія Всеукраїнське об'єднання «Батьківщина» | 1                           | 8,3  |
| Соціалістична партія України                            | 1                           | 8,3  |

#### За округами
| № округу                                                | Прізвище, ім'я, по батькові   | Дата визнання обраним | Освіта             | Партійна приналежність                        | Відомості про обраного депутата                                                             |
| ------------------------------------------------------- | ----------------------------- | --------------------- | ------------------ | --------------------------------------------- | ------------------------------------------------------------------------------------------- |
| Народна Партія                                          |                               |                       |                    |                                               |                                                                                             |
| 3                                                       | Дротенко Олександр Дмитрович  | 02.11.2010            | середня спеціальна | член Народної партії                          | ТОВ "Зоря ", водій                                                                          |
| 5                                                       | Кугут Геннадій Іванович       | 02.11.2010            | середня            | член Народної партії                          | ТОВ"Зоря ", водій                                                                           |
| Партія регіонів                                         |                               |                       |                    |                                               |                                                                                             |
| 1                                                       | Дімітров Володимир Васильович | 02.11.2010            | вища               | позапартійний                                 | одноосібник                                                                                 |
| 2                                                       | Добринський Вадим Вікторович  | 02.11.2010            | вища               | член Партії регіонів                          | ТОВ "Зоря ", зав.зернотоком                                                                 |
| 4                                                       | Голубенко Тетяна Валеріївна   | 02.11.2010            | середня спеціальна | член Партії регіонів                          | Безім'янська загальноосвітня школа І-ІІ ст., вчитель                                        |
| 6                                                       | Заграничний Юрій Іванович     | 02.11.2010            | середня            | член Партії регіонів                          | тимчасово не працює                                                                         |
| 7                                                       | Семещенко Ганна Василівна     | 02.11.2010            | вища               | член Партії регіонів                          | Безім'янська сільська рада, секретар                                                        |
| 10                                                      | Когут Валентина Іванівна      | 02.11.2010            | вища               | член Партії регіонів                          | Безім'янська загальноосвітня школа І-ІІ ст., директор                                       |
| 11                                                      | Звездун Олена Анатоліївна     | 02.11.2010            | середня            | член Партії регіонів                          | будинок культури, завідувачка                                                               |
| 12                                                      | Кугут Ольга Луківна           | 02.11.2010            | вища               | член Партії регіонів                          | дитячий садок, завідувачка                                                                  |
| Політична партія Всеукраїнське об'єднання «Батьківщина» |                               |                       |                    |                                               |                                                                                             |
| 8                                                       | Чумаченко Сергій Леонідович   | 02.11.2010            | середня            | член Всеукраїнського об'єднання «Батьківщина» | приватний підприємець                                                                       |
| Соціалістична партія України                            |                               |                       |                    |                                               |                                                                                             |
| 9                                                       | Сілантьєва Світлана Флорівна  | 02.11.2010            | вища               | член Соціалістичної партії України            | управління праці та соціального захисту населення Татарбунарської РДА, соціальний працівник |